# 後呂有紗
後呂 有紗（うしろ ありさ、 1994年4月20日 - ）は、日本テレビのアナウンサー。東京都出身。

## 来歴
日本女子大学附属中学校・高等学校、日本女子大学文学部英文学科卒業。
2017年4月日本テレビ入社。同期入社は伊藤大海・伊藤遼・佐藤梨那。

## 人物
- 趣味、特技はクラシックバレエ[1]。
- 防災士資格を所持[5][6]。
- 好きな食べ物はせんべい。
- 学生時代はAbemaTVに学生キャスターとして出演し、テレビ朝日アスクに通っていた[7]。
- テレビ朝日アナウンサーの下村彩里は高校の同級生。また、日本テレビで2022年入社の浦野モモは、中学、高校、大学の後輩にあたる。

## 出演番組
- 日テレNEWS24（平日昼枠・不定期） - キャスター
- ZIP!
  - 全曜日SHOWBIZキャスター（2017年10月2日 - 2019年9月27日）
  - 月 - 水曜SHOWBIZキャスター（2019年9月30日 - 2020年4月8日）
  - 杉原凜の代理（2019年10月17日・18日）
  - 月・水・金曜SHOWBIZキャスター（2020年4月13日 - 9月25日）
  - 大町怜央の代理（2021年1月5日）
  - 石川みなみの代理（2022年8月1日・8日・9日）
  - 忽滑谷こころの代理（2022年9月2日）
  - 畑下由佳の代理（2025年2月27日・28日）
- 新・日本男児と中居（2019年5月4日 - 2021年3月27日） - 進行
- Oha!4 NEWS LIVE - メインキャスター
  - 木曜担当（2019年10月3日 - 2020年9月17日）
  - 岩田絵里奈の代理（2020年1月31日）
  - 郡司恭子の代理（2020年6月23日）
  - 水曜担当（2020年9月30日 - 2021年9月29日）
  - 火曜担当（2021年10月5日 - 2022年3月29日）
  - 佐藤真知子の代理（2022年12月19日）
- NNNニュースサンデー（2020年4月5日 - 2021年8月29日、シフト勤務）
- news every. - サブキャスター
  - 木・金曜担当（2020年10月1日 - 2021年10月1日）
  - 河出奈都美の代理（2023年1月9日・10日）
- NNNニュース&スポーツ（2021年1月1日・2日、2022年1月1日） - キャスター
- スッキリ（2021年8月9日、2022年11月14日・28日・12月13日、2023年1月6日・2月2日・17日） - ニュースキャスター[8]
- NNNストレイトニュース
  - 杉上佐智枝の代理（2021年8月9日）
  - 畑下由佳の代理（2022年11月14日・28日）
  - 郡司恭子の代理（2022年12月13日）
  - 杉野真実の代理（2023年1月6日・2月17日・9月4日、2024年3月4日・7月4日・5日・9月24日）
  - 森富美の代理（2023年2月2日）
  - 水曜「ストレイトニュース」（11:20 - 11:30）キャスター（2023年4月5日 - 5月31日、2024年4月3日 - 10月30日、2025年4月2日[予定] - ）
  - 水曜第2部（11:30 - 11:45）担当（2023年6月7日 - 2024年3月27日、2024年11月6日 - 2025年3月26日）
- 情報ライブ ミヤネ屋 （読売テレビ制作） - ニュースキャスター
  - 杉上佐智枝の代理（2021年8月9日）
  - 畑下由佳の代理（2022年11月14日・28日）
  - 郡司恭子の代理（2022年12月13日、2023年6月15日）
  - 杉野真実の代理（2023年1月6日・9月4日、2024年3月4日・7月5日）
  - 森富美の代理（2023年2月2日）
  - 水曜担当（2023年6月7日 - 2024年3月27日、2024年11月6日 - ）
- 真相報道 バンキシャ!（2021年10月3日 - ） - MC（総合司会：4代目）、芸能界を引退した夏目三久の後任
- 深層NEWS（BS日テレ） - サブキャスター
  - 金曜担当（2021年10月8日 - 2022年3月25日）
  - 火曜担当（2022年3月29日 - 2023年3月28日、2024年10月1日 - ）
  - 木曜担当（2023年4月13日 - 2024年9月26日）
- 歌謡プレミアム（BS日テレ、2022年4月4日 - ） - ナレーター
- ぐるぐるナインティナイン（2022年5月5日） - 「ダレダレ?コスプレショー・第13弾」進行
- 解禁コネコネクラブ（2022年6月23日） - 進行
- バゲット（2022年10月11日 - 2023年3月28日） - 隔週火曜レギュラー
- ヒルナンデス!
  - 篠原光の代理（2022年10月21日）
  - ニュースコーナー代理（2022年12月26日、2023年1月12日・2月1日）[9]
  - 月曜ニュースコーナー担当（2023年1月9日 - 3月27日）
  - 木曜ニュースコーナー担当（2023年4月6日 - 2024年3月28日）
  - 水曜ニュースコーナー担当（2024年4月3日 - 2024年10月30日）
- DayDay.
  - 月曜ナレーター（2023年4月3日 - ）
  - 黒田みゆの代理（2024年11月29日）
- クイズ多い方が勝ち
  - ナレーター（2024年4月5日・12日）
  - アシスタント（2024年4月19日 - 5月10日、12月30日）
- ウェル美とネス子。（2024年10月3日 - ） - ウェルネスコンシェルジュ役（ナレーター）

## 日本テレビ以外の出演番組
- 1.5℃の約束 いますぐ動こう、気温上昇を止めるために「気候変動で“食”が大ピンチ!」（NHK総合テレビ、2024年9月29日）